# Egileta
Egileta est une commune ou contrée de la municipalité d'Alegría-Dulantzi dans la province d'Alava dans la Communauté autonome basque.